# Juni Bles
Juni Bles (en llatí Junius Blaesus) va ser un militar romà. Era fill de Quint Juni Bles (Quinctus Junius Blaesus), governador de Pannònia. Formava part de la gens Júnia, i era de la família dels Bles.
Era a Pannònia amb el seu pare quan es van revoltar les legions l'any 14 i es va veure obligat a portar a Tiberi les queixes del soldats. Per segona vegada va ser enviat a Tiberi quan Drus va arribar al campament de les legions pannònies. Va servir amb el seu pare contra Tacfarines a Àfrica l'any 22. Es va suïcidar amb el seu pare l'any 36, poc abans que Tiberi ordenés la seva execució.